# قره قلعه (بابک)
قره قلعه (به لاتین: Qaraqala) یک منطقه مسکونی در جمهوری آذربایجان است که در شهرستان بابک واقع شده است. قره قلعه ۵۶۸ نفر جمعیت دارد.